# بيه دادسون (كيبك)
بيه دادسون (بالإنجليزية: Baie-d'Hudson, Quebec)‏ هي unorganized area of Canada تقع في كندا في Kativik Regional Government. يقدر عدد سكانها بـ 0 نسمة ومساحتها 156,370.40 كم2 .